# Пичове за пример
„Пичове за пример“ (на английски: Role Models) е американски комедиен филм от 2008 г. на режисьора Дейвид Уейн, който е съсценарист със Тимъти Даулинг, Тимъти Даулинг, Пол Ръд и Дейвид Уейн. Във филма участват Шон Уилям Скот, Пол Ръд, Кристофър Минц-Плас, Джейн Линч и Елизабет Банкс.